# Henri Audemar
Henri Audemar (Fort-de-France, 23 avril 1860 - Sainte-Maxime, 12 mai 1940) est un homme politique français. Il est proche de Marius Hurard. Il est maire de Fort-de-France de 1896 à 1900.